# ʻOumuamua
ʻOumuamua (được định danh chính thức: 1I/ʻOumuamua; trước đây là C/2017 U1 (PANSTARRS) và A/2017 U1 pronunciationⓘ) 
là một vật thể liên sao xuất hiện và di chuyển qua hệ Mặt Trời. Nó được phát hiện trên quỹ đạo hyperbol của Robert Weryk vào ngày 19 tháng 10 năm 2017 với những quan sát được thực hiện bởi kính thiên văn Pan-STARRS khi vật thể này nằm cách Trái Đất khoảng 0,2 AU (30.000.000 km; Ban đầu được cho là một sao chổi, nó được phân loại lại như một tiểu hành tinh một tuần sau đó. Đây là lớp đầu tiên của một lớp mới gọi là các tiểu hành tinh hyperbolic.
Dựa trên một vòng cung quan sát 29 ngày, quỹ đạo ʻOumuamua là 1,20, cao nhất của bất kỳ đối tượng nào được quan sát thấy trong Hệ mặt trời. Vật thể giữ kỷ lục trước đó là C / 1980 E1 với độ lệch tâm số ngoài 1,057  Độ lệch tâm của "Oumuamua cả trong và ngoài" cho thấy nó chưa bao giờ bị ràng buộc bởi lực hấp dẫn với Hệ mặt trời và có lẽ là một vật thể giữa các vì sao có vận tốc đến cao. Nó có độ nghiêng 123° so với mặt trăng,  và có tốc độ 26,33 km/s (58.900 mph) so với mặt trời khi trong không gian giữa các sao, đạt đỉnh 87,71 km/s (196.200 mph) ở cận nhật.

## Tên gọi
Là đối tượng được biết đến đầu tiên của loại hình này, ʻOumuamua thể hiện một trường hợp duy nhất cho Liên minh Thiên văn Quốc tế, nơi chỉ định các chỉ định cho các đối tượng thiên văn. Một tên mới, "I", được thiết lập cho các vật thể liên sao, với ʻOumuamua được chỉ định là 1I, với các quy tắc về tính hợp lệ của đối tượng cho số I và các tên được gán cho tiến trình liên sao này được mã hoá.
Tên gọi chung ʻOumuamua đã được nhóm Pan-STARRS chọn. Tên gọi tiếng Hawaii có nguồn gốc từ từ có nghĩa là "hướng đạo"  ("ʻou" có nghĩa là "vươn ra", và "muamua" là từ láy nhấn mạnh ý nghĩa "trước hết"), và phản ánh bản chất của đối tượng như một "trinh sát" hoặc "sứ giả" từ quá khứ. Ký tự đầu tiên trong tên gọi là một ʻokina trong tiếng Hawaii', không phải dấu nháy.